# Wereldkampioenschap superbike van Misano 2016
Het wereldkampioenschap superbike van Misano 2016 was de achtste ronde van het wereldkampioenschap superbike en het wereldkampioenschap Supersport 2016. De races werden verreden op 18 en 19 juni 2016 op het Misano World Circuit Marco Simoncelli nabij Misano Adriatico, Italië.

## Superbike

### Race 1
| Pos | Nr  | Rijder               | Constructeur | Rondes | Tijd        | Grid | Punten |
| --- | --- | -------------------- | ------------ | ------ | ----------- | ---- | ------ |
| 1   | 1   | Jonathan Rea         | Kawasaki     | 21     | 33:44.254   | 2    | 25     |
| 2   | 66  | Tom Sykes            | Kawasaki     | 21     | +0.090      | 1    | 20     |
| 3   | 60  | Michael van der Mark | Honda        | 21     | +3.093      | 10   | 16     |
| 4   | 7   | Chaz Davies          | Ducati       | 21     | +5.878      | 9    | 13     |
| 5   | 81  | Jordi Torres         | BMW          | 21     | +15.955     | 12   | 11     |
| 6   | 21  | Markus Reiterberger  | BMW          | 21     | +18.200     | 11   | 10     |
| 7   | 59  | Niccolò Canepa       | Yamaha       | 21     | +19.385     | 15   | 9      |
| 8   | 2   | Leon Camier          | MV Agusta    | 21     | +19.918     | 8    | 8      |
| 9   | 40  | Román Ramos          | Kawasaki     | 21     | +26.272     | 14   | 7      |
| 10  | 13  | Anthony West         | Kawasaki     | 21     | +32.593     | 13   | 6      |
| 11  | 25  | Josh Brookes         | BMW          | 21     | +36.825     | 16   | 5      |
| 12  | 15  | Alex de Angelis      | Aprilia      | 21     | +37.084     | 24   | 4      |
| 13  | 22  | Alex Lowes           | Yamaha       | 21     | +38.181     | 4    | 3      |
| 14  | 34  | Davide Giugliano     | Ducati       | 21     | +41.201     | 7    | 2      |
| 15  | 119 | Paweł Szkopek        | Yamaha       | 21     | +1:20.992   | 22   | 1      |
| 16  | 56  | Péter Sebestyén      | Yamaha       | 21     | +1:21.783   | 20   |        |
| 17  | 9   | Dominic Schmitter    | Kawasaki     | 21     | +1:24.623   | 18   |        |
| 18  | 61  | Fabio Menghi         | Ducati       | 21     | +1:25.068   | 17   |        |
| 19  | 11  | Saeed Al Sulaiti     | Kawasaki     | 21     | +1:31.041   | 21   |        |
| 20  | 4   | Gianluca Vizziello   | Kawasaki     | 20     | +1 ronde    | 23   |        |
| DNF | 12  | Javier Forés         | Ducati       | 17     | Uitgevallen | 3    |        |
| DNF | 17  | Karel Abraham        | BMW          | 9      | Uitgevallen | 19   |        |
| DNF | 69  | Nicky Hayden         | Honda        | 1      | Ongeluk     | 6    |        |
| DNF | 32  | Lorenzo Savadori     | Aprilia      | 0      | Ongeluk     | 5    |        |

### Race 2
| Pos | Nr  | Rijder               | Constructeur | Rondes | Tijd           | Grid | Punten |
| --- | --- | -------------------- | ------------ | ------ | -------------- | ---- | ------ |
| 1   | 1   | Jonathan Rea         | Kawasaki     | 21     | 33:38.497      | 2    | 25     |
| 2   | 66  | Tom Sykes            | Kawasaki     | 21     | +2.963         | 1    | 20     |
| 3   | 34  | Davide Giugliano     | Ducati       | 21     | +6.356         | 7    | 16     |
| 4   | 12  | Javier Forés         | Ducati       | 21     | +11.691        | 3    | 13     |
| 5   | 32  | Lorenzo Savadori     | Aprilia      | 21     | +15.164        | 5    | 11     |
| 6   | 69  | Nicky Hayden         | Honda        | 21     | +15.248        | 6    | 10     |
| 7   | 81  | Jordi Torres         | BMW          | 21     | +15.587        | 12   | 9      |
| 8   | 22  | Alex Lowes           | Yamaha       | 21     | +17.276        | 4    | 8      |
| 9   | 59  | Niccolò Canepa       | Yamaha       | 21     | +20.082        | 15   | 7      |
| 10  | 60  | Michael van der Mark | Honda        | 21     | +23.832        | 10   | 6      |
| 11  | 13  | Anthony West         | Kawasaki     | 21     | +25.004        | 13   | 5      |
| 12  | 40  | Román Ramos          | Kawasaki     | 21     | +28.020        | 14   | 4      |
| 13  | 15  | Alex de Angelis      | Aprilia      | 21     | +29.703        | 24   | 3      |
| 14  | 25  | Josh Brookes         | BMW          | 21     | +40.695        | 16   | 2      |
| 15  | 17  | Karel Abraham        | BMW          | 21     | +56.679        | 19   | 1      |
| 16  | 9   | Dominic Schmitter    | Kawasaki     | 21     | +1:03.741      | 18   |        |
| 17  | 61  | Fabio Menghi         | Ducati       | 21     | +1:10.624      | 17   |        |
| 18  | 56  | Péter Sebestyén      | Yamaha       | 21     | +1:13.063      | 20   |        |
| 19  | 11  | Saeed Al Sulaiti     | Kawasaki     | 21     | +1:22.765      | 21   |        |
| 20  | 119 | Paweł Szkopek        | Yamaha       | 21     | +1:59.149      | 22   |        |
| DNF | 4   | Gianluca Vizziello   | Kawasaki     | 14     | Uitgevallen    | 23   |        |
| DNF | 2   | Leon Camier          | MV Agusta    | 11     | Uitgevallen    | 8    |        |
| DNF | 7   | Chaz Davies          | Ducati       | 2      | Schade ongeluk | 9    |        |
| DNF | 21  | Markus Reiterberger  | BMW          | 0      | Ongeluk        | 11   |        |

## Supersport
Federico Caricasulo werd gediskwalificeerd omdat zijn motorfiets niet voldeed aan de technische reglementen.
| Pos | Nr  | Rijder              | Constructeur | Rondes | Tijd              | Grid | Punten |
| --- | --- | ------------------- | ------------ | ------ | ----------------- | ---- | ------ |
| 1   | 1   | Kenan Sofuoğlu      | Kawasaki     | 19     | 31:35.005         | 2    | 25     |
| 2   | 2   | P.J. Jacobsen       | Honda        | 19     | +0.920            | 3    | 20     |
| 3   | 4   | Gino Rea            | MV Agusta    | 19     | +7.166            | 11   | 16     |
| 4   | 21  | Randy Krummenacher  | Kawasaki     | 19     | +8.449            | 4    | 13     |
| 5   | 87  | Lorenzo Zanetti     | MV Agusta    | 19     | +17.850           | 15   | 11     |
| 6   | 25  | Alex Baldolini      | MV Agusta    | 19     | +18.353           | 13   | 10     |
| 7   | 47  | Axel Bassani        | Kawasaki     | 19     | +18.461           | 19   | 9      |
| 8   | 81  | Luke Stapleford     | Triumph      | 19     | +18.644           | 10   | 8      |
| 9   | 71  | Christoffer Bergman | Honda        | 19     | +20.156           | 14   | 7      |
| 10  | 6   | Davide Stirpe       | Kawasaki     | 19     | +31.509           | 17   | 6      |
| 11  | 78  | Hikari Okubo        | Honda        | 19     | +32.517           | 16   | 5      |
| 12  | 34  | Kevin Manfredi      | Suzuki       | 19     | +33.591           | 36   | 4      |
| 13  | 99  | Luigi Morciano      | Kawasaki     | 19     | +34.468           | 18   | 3      |
| 14  | 41  | Aiden Wagner        | MV Agusta    | 19     | +34.541           | 27   | 2      |
| 15  | 19  | Kevin Wahr          | Honda        | 19     | +38.788           | 28   | 1      |
| 16  | 55  | Illia Mykhalchyk    | Kawasaki     | 19     | +41.810           | 9    |        |
| 17  | 57  | Ilario Dionisi      | MV Agusta    | 19     | +44.426           | 22   |        |
| 18  | 88  | Nicolás Terol       | MV Agusta    | 19     | +45.671           | 24   |        |
| 19  | 12  | Christopher Gobbi   | Yamaha       | 19     | +45.962           | 21   |        |
| 20  | 127 | Luigi Brignoli      | Kawasaki     | 19     | +47.024           | 25   |        |
| 21  | 23  | Cédric Tangre       | Suzuki       | 19     | +56.112           | 31   |        |
| 22  | 77  | Kyle Ryde           | MV Agusta    | 19     | +1:02.781         | 33   |        |
| 23  | 50  | Braeden Ortt        | Honda        | 19     | +1:30.411         | 34   |        |
| 24  | 83  | Lachlan Epis        | Kawasaki     | 19     | +1:41.745         | 35   |        |
| 25  | 96  | Javier Orellana     | Honda        | 17     | +2 ronden         | 32   |        |
| DNF | 10  | Nacho Calero        | Kawasaki     | 18     | Uitgevallen       | 26   |        |
| DNF | 11  | Christian Gamarino  | Kawasaki     | 13     | Ongeluk           | 5    |        |
| DNF | 61  | Alessandro Zaccone  | Kawasaki     | 13     | Uitgevallen       | 7    |        |
| DNF | 63  | Zulfahmi Khairuddin | Kawasaki     | 11     | Ongeluk           | 29   |        |
| DNF | 111 | Kyle Smith          | Honda        | 10     | Uitgevallen       | 20   |        |
| DNF | 86  | Ayrton Badovini     | Honda        | 8      | Ongeluk           | 6    |        |
| DNF | 16  | Jules Cluzel        | MV Agusta    | 8      | Ongeluk           | 8    |        |
| DNF | 35  | Stefan Hill         | Honda        | 5      | Uitgevallen       | 23   |        |
| DNF | 44  | Roberto Rolfo       | MV Agusta    | 3      | Ongeluk           | 12   |        |
| DNF | 82  | Lorenzo Cipiciani   | Honda        | 0      | Ongeluk           | 30   |        |
| DNF | 7   | Angelo Licciardi    | Kawasaki     | 0      | Ongeluk           | 37   |        |
| DSQ | 64  | Federico Caricasulo | Honda        | 19     | Gediskwalificeerd | 1    |        |

## Tussenstanden na wedstrijd

### Superbike
| Pos | Nr | Rijder               | Team     | Punten |
| --- | -- | -------------------- | -------- | ------ |
| 1   | 1  | Jonathan Rea         | Kawasaki | 343    |
| 2   | 66 | Tom Sykes            | Kawasaki | 277    |
| 3   | 7  | Chaz Davies          | Ducati   | 244    |
| 4   | 34 | Davide Giugliano     | Ducati   | 165    |
| 5   | 60 | Michael van der Mark | Honda    | 163    |

### Supersport
| Pos | Nr | Rijder             | Team      | Punten |
| --- | -- | ------------------ | --------- | ------ |
| 1   | 1  | Kenan Sofuoğlu     | Kawasaki  | 146    |
| 2   | 21 | Randy Krummenacher | Kawasaki  | 108    |
| 3   | 2  | P.J. Jacobsen      | Honda     | 96     |
| 4   | 4  | Gino Rea           | MV Agusta | 81     |
| 5   | 16 | Jules Cluzel       | MV Agusta | 75     |

1991 · 1993 · 1994 · 1995 · 1996 · 1997 · 1998 · 1999 · 2000 · 2001 · 2002 · 2003 · 2004 · 2005 · 2006 · 2007 · 2008 · 2009 · 2010 · 2011 · 2012 · 2014 · 2015 · 2016 · 2017 · 2018 · 2019 · 2021 · 2022 · 2023 · 2024 · 2025